# ソニック・ザ・ムービー/ソニック VS ナックルズ
『ソニック・ザ・ムービー/ソニック VS ナックルズ』（原題：Sonic The Hedgehog 2、VSはバーサスと読む）は、セガとソニックチームが開発したゲームシリーズを基にした、2022年に公開されたアメリカ合衆国と日本の合作によるアドベンチャー・コメディ映画。

## 概要
『ソニック・ザ・ムービー』（2020年）の続編で、監督のジェフ・ファウラー、脚本のパトリック・ケイシーとジョシュ・ミラーが続投し、さらにジョン・ウィッティントンも脚本執筆に参加する。ドクター・ロボトニック役のジム・キャリー、トム＆マディー・ウォシャウスキー役のジェームズ・マースデンやティカ・サンプターに加えて、ベン・シュワルツがソニックの声を再び担当し、ナックルズ役としてイドリス・エルバが参加する。本作は、映画『ソニック・ザ・ムービー』シリーズの第2弾である。第1作から数ヶ月後、ドクター・ロボトニックがキノコの惑星から舞い戻った一方で、ソニックはテイルスに出会う。
第1作の成功を受けて、映画のシリーズ化を計画していたパラマウント・ピクチャーズは、2020年5月に続編の製作を発表した。撮影は2021年3月から6月にかけて、バンクーバーとハワイで行われた。本作は、セガサミーグループと提携したパラマウント・ピクチャーズが2022年4月8日にアメリカ合衆国で劇場公開。

## ストーリー
ソニック達の活躍によりキノコの惑星に追放されていたドクター・ロボトニックは、地球への帰還を画策する。その一環として、ソニックの棘が持つエネルギーを宇宙に向けて照射、外惑星の生命体とのコンタクトを試みる。その甲斐もあり、リングポータルを通じて、赤いハリモグラの戦士かつエキドゥナ族の生き残りであるナックルズと邂逅を果たす。ソニックを憎むナックルズに対し彼の居場所を伝えるとともに、自らが地球に戻れるよう協力することを提案し、地球への帰還を果たす。
地球での生活に馴染んでいたソニックは、「ブルージャスティス」を自称し夜な夜な悪党退治に繰り出していたが、爆弾を所持していた強盗を阻止する際にシアトルの街区を誤って破壊したことで新聞沙汰になってしまう。彼の行動を見兼ねたソニックの父親的存在でもあるトムは、ソニックはまだ無謀な子供であり、いつの日か自分の力が必要になる運命の瞬間が来るまで辛抱強く待ち続けるよう彼を諭した。
トムは妻のマディとともに、義姉（マディの実姉）のレイチェルの挙式に出席するためハワイに出発、ソニックは留守番を任されることとなった。夜のパーティーを過ごしていたソニックだが、地球に帰還したロボトニックおよびナックルズの襲撃を受ける。ナックルズからマスターエメラルドの場所を吐くよう迫られ、追い詰められるが、以前よりソニックを探していたキツネのテイルスのおかげでナックルズからの追跡を振り切ることに成功。
その後、ソニックとテイルスはトムの同僚であるウェイドに匿ってもらい、そこでマスターエメラルドの秘密を知ることとなる。ロボトニックとナックルズよりも先にエメラルドの確保を誓ったソニックは、テイルスと共に冒険に出ることとなる。
シベリアに向かい現地民といざこざを起こしながらも、ソニックは雪山の深くにあるフクロウ族の遺跡とマスターエメラルドの発見に必要なコンパスを見つける。しかしその行動をハッキングしていたロボトニックとナックルズに横取りされてしまう。
ソニックはロボトニック達を止めるためハワイにあった遺跡へと飛ぶが、うまくナックルズを騙したロボトニックによってエメラルドを奪われてしまう。ロボトニックはエネラルドの力でデスエッグロボを建造し、ソニック達を打倒して全宇宙も支配しようとする。
だが騙されたナックルズを仲間に引き入れたソニックらの妨害にあいエメラルドは奪還する。ところが力を使い果たしたためかエメラルドは粉々になってしまう。トム・マディとともに死を覚悟したソニックだったが、壊れたエメラルドから出てきた7つのカオスエメラルドの力でスーパーソニックに変身し、デスエッグロボを打倒する。
全てを終えたソニックは背伸びをしてヒーローになることをやめ、新たな友であるテイルスとナックルズを得て、新しい日常へと戻っていくのであった。

## キャスト

### 声の出演
ソニック
声 - ベン・シュワルツ、日本語吹替 - 中川大志
超音速で走ることができる青いハリネズミ。前作で宿敵ドクター・ロボトニックを倒し、ワカウスキー家の新しい一員としてトムとマディとともに地球で暮らすことになる。しかしヒーローになりたいがため「ブルージャスティス」と名乗り夜な夜な悪人にちょっかいを出すなどの行為を行っていた。トムとマディがバカンスで家に居ない間悠々自適に過ごそうとするが、ナックルズを引き連れたドクター・ロボトニックの逆襲に合う。その時、テイルスに救われたことと、その中でロングクローの遺したエメラルドを守る使命を帯び、それを探す旅に出る。
ベイビーソニック
声 - ベンジャミン・L・ベリック、日本語吹替 - 寺嶋眞秀
前作の回想シーンのみの登場。
スーパーソニック
割れたマスターエメラルドから現れた7つのカオスエメラルドの力によって変身する。空を飛べるようになる他、超常的な力を使えるようになる。
ナックルズ
声 - イドリス・エルバ、日本語吹替 - 木村昴
赤いハリモグラの戦士でエキドゥナ族最後の生き残り。ロングクローのフクロウの一族と因縁があり、ソニックを執拗に狙う。強情かつ攻撃的で短気な性格だが、戦闘に関しては長年訓練を積んできたため経験豊富で、ソニックをも軽く一捻りしてしまう驚異的な戦闘能力を持ちつ。また、滑空や壁登りなどの機転を効かせた能力も備えている。力自慢である反面、頭はあまり良くなく、機械の存在は知っているがそれがなんなのかは理解していないことがある。また真面目かつ天然であるがゆえに騙されやすく、その純粋さをドクター・ロボトニックに利用されてしまう。ロボトニックと協力関係になり、強大な力を持つエメラルドを求めて地球にやって来る。ソニック、テイルスらと幾度も衝突していくが、次第にロボトニックの考え方に疑問を持つようになっていく。最後は裏切られてしまうが、命がけでソニックが自身を助けたことで改心し、マスターエメラルドを取り戻すため共闘する。
テイルス
声 - コリーン・オショーネシー、日本語吹替 - 広橋涼
黄橙色で2本の尾を持つキツネ。前作ではポストクレジットシーンに登場していた。ソニックが発したスピードパワーを検知してソニックの存在を知り、以降遠隔でソニックの活躍を個人的に眺めていた。テイルスもまた孤独な存在ながら、ソニックが地球で友人を作り、地球を守る姿に憧れていた。しかしロボトニックがナックルズを連れ立って地球に襲来することを知り、自らソニックと接触するために地球へと降り立つ。
テイルスが一方的に知っているだけでソニックとは初対面だったが、事情を知ったソニックとはすぐ親友の関係となり、彼のエメラルド探しを手助けする。
ゲームと同じく2本の尾をプロペラにすることで空を飛ぶことができるが、ソニックがこれを「シリコプター」と名付けていた。
前作と同様、原作ゲーム・アニメと共通のオリジナルキャストが声を担当している。
ロングクロー
声 - ドナ・ジェイ・ファルクス、日本語吹替 - 石塚理恵
かつてソニックを養育していたメスのフクロウ。ソニックに渡していた地図にメッセージを残していた。
この他に、シャドウ・ザ・ヘッジホッグがミッドクレジットシーンにカメオ出演している。

### 実写キャスト
ドクター・ロボトニック
演 - ジム・キャリー、日本語吹替 - 山寺宏一
ソニックを捕らえて、その超スピードを利用した世界征服を企んでいたが、当のソニックに敗れ、アメリカ政府によって自らの存在を示す証拠や記録を抹消されてしまったマッドサイエンティスト。約3ヶ月間キノコの惑星に取り残され、その結果として以前よりも狂気性が増し、地球に戻ってソニックに復讐し、新たな世界征服の夢を実現することを誓う。偶然ソニックの力を辿ってきたナックルズを巧みに騙して協力関係を結び、エメラルドを探そうとするが、実際はナックルズに協力するのではなく、世界征服の目的を達成するためにナックルズを利用しているだけに過ぎなかった。
トーマス・マイケル・“トム”・ワカウスキー
演 - ジェームズ・マースデン、日本語吹替 - 中村悠一
前作でソニックがリングを取り戻し、ロボトニックを倒すのに協力した、モンタナ州グリーンヒルズの保安官。本作では義姉の結婚式に同行するため家を留守にする。相変わらずレイチェルとの仲は悪いが、なんとか改善しようと試みている。
本作ではソニックの父親のように振る舞ったため、親友として扱ってほしかったソニックからは嫌がられたが、最終的には父親として見られるようになった。
マディ・ワカウスキー
演 - ティカ・サンプター、日本語吹替 - 井上麻里奈
獣医師で、トムの妻。前作でソニックとトムがロボトニックにとどめを刺すのを助けた。姉の結婚式のためにソニックのリングを使ってハワイへと向かうが、ソニック達の騒動に巻き込まれる。
ウェイド・ウィップル
演 - アダム・パリー、日本語吹替 - 吉田ウーロン太
トムの同僚で、保安官代理。すっかりソニックのことを知っていたため、テイルスの登場にも驚かず、彼等の力になっていた。ロボトニックの帰還を受けて行動を起こしていたストーンを尋問しようとするが、エメラルドの力を得たロボトニックによって逆に拘束されてしまう。
レイチェル
演 - ナターシャ・ロスウェル、日本語吹替 - 斎藤こず恵
マディの姉で、トムを嫌っている。本作ではランダルとの再婚を決め、ハワイで結婚式をあげるが、実はソニックらを釣るための罠であった。結婚詐欺であることを知り怒り狂ってGUNの面々と一戦交えるが、潜入捜査の最中で本当にレイチェルに惹かれていたランダルの本意を知って、よりを戻す。
エージェント・ストーン
演 - リー・マジドゥブ、日本語吹替 - 濱野大輝
ロボトニックの元アシスタント。ソニックがロボトニックを倒してキノコの惑星に追放したため、ストーンがボスの座に就いている。本編ではミーンビーンという名前のカフェを経営しているが、内部はロボトニックが残した施設などを内包する基地のような場所であり、ロボトニックの帰還を信じてそこの管理を行っていた。
ランダル・ハンデル
演 - シェマー・ムーア、日本語吹替 - 咲野俊介
レイチェルの婚約者だが、その正体はGUNのエージェント。ソニックらを誘き寄せるためレイチェルとの偽装婚約を結んでいたが、潜入捜査の最中で本当にレイチェルに惚れ込んでしまい、最終的には怒り狂っていたレイチェルとも和解する。
ウォルターズ副議長
演 - トム・バトラー、日本語吹替 - 沢木郁也
現在軍事組織GUNの創設者とリーダーである統合参謀本部副議長。ソニック達を捕まえようと画策するが、レイチェルらの反撃にあってあっさり捕縛されてしまう。和解後はロボトニック打倒のために部隊を引き連れるが、マスターエメラルドの前に成すすべなく敗北する。
ジョジョ
演 - メロディ・ノシフォ・ニーマン、日本語吹替 - ふじたまみ
レイチェルの娘。本作では母に指輪を渡す役割を担うが、トムが間違えてリングポータルを渡してしまう。

## 製作

### 企画開発
2020年4月までに、マースデンは、第1作のミッドクレジット・シーンに登場したテイルスを含む、ゲームに出てくる複数のキャラクターが登場する続編に興味を示していた。監督のジェフ・ファウラーもまた、ソニックとテイルスの友情に焦点を当て、ドクター・ロボトニックの持つキャラクター性をさらに発展させた続編の開発に興味を示していた。同月末、シュワルツは、パラマウント・ピクチャーズがCOVID-19のパンデミックのために現時点で続編製作を発表しなかったのは理にかなっていると感じたと述べ、テイルスを主人公にした続編や、よりゲームに忠実に描かれたロボトニックに興味があるとも付け加えた。さらに同月末、『ソニック・ザ・ムービー』の共同脚本家であるパット・ケイシーが、現時点ではパラマウント社が映画の企画開発にGOサインを出していなかったものの、続編の話があったことを明らかにした。また、ケイシーはジム・キャリーが続編ではゲームのロボトニックの外見により近づくためにファットスーツを着ることに興味を示しているようだと語った。さらに、続編ではソニックの「スーパーソニック」状態の姿やゲームに登場するカオスエメラルドが登場する可能性を示唆し、1作目のオープニングに登場したエキドゥナ族でその存在が示唆されていたナックルズ・ザ・エキドゥナを映画本編に登場させたいという意向を示した。
5月、パラマウント・ピクチャーズは、『ソニック・ザ・ムービー』の続編が開発中であることを認め、ファウラーが監督として復帰し、脚本家のケイシーとジョシュ・ミラーが参加することを発表した。第1作で伊藤武志と共同製作を担当した、ニール・H・モリッツ、トビー・アッシャー、中原徹が続編のプロデュースを務め、ティム・ミラー、里見治、里見治紀がエグゼクティブ・プロデューサーとして第1作から復帰することが発表された。
12月には、ストーリーボード・アーティストのフィル・マークによって、第1作でソニックのキャラクターデザインを一新したアーティストのタイソン・ヘッセが復帰することが明らかになった。2021年2月、映画のタイトルが『Sonic the Hedgehog 2』と正式に発表された。2021年3月、ムービング・ピクチャー・カンパニーが『Sonic The Hedgehog 2』のVFXを担当することが報じられた。同年5月、パラマウントがアメリカ合衆国著作権局のカタログに特許を提出したことで、『ソニック・ザ・ムービー/ソニック VS ナックルズ』のストーリーのあらすじが公開された。

### キャスティング
2020年1月27日、ジム・キャリーは、自分が演じた悪役「ドクター・ロボトニック」は続編でも活躍できると考えていたこともあり、続編への出演に興味を示した。曰く「まず第一に、とても楽しかったし、僕が3桁のIQを持っていることを人々に納得させるのは本当に大変だったからね...なので、もう一度、活躍の場を提供しても構わないと思う。知っての通り、ロボティックはまだまだ本領を発揮していないからね」。2020年3月6日、『ソニック・ザ・ムービー』に出演したジェームズ・マースデンは、複数の続編への出演契約を結んだことを認めた。
2021年1月26日、ティカ・サンプターはマディ・ワカウスキー役を再び演じることを発表した。2021年3月、ベン・シュワルツとジム・キャリーがそれぞれソニックとドクター・ロボトニック役を続投することが発表された。2021年4月、ジェームズ・マースデンがトム・ワカウスキー役に復帰することを認めた。2021年6月16日、シェマー・ムーアが非公開の役でキャストに加わったことが発表された 。2021年8月10日、ナックルズの声の担当としてイドリス・エルバが正式にキャストに加わったことが発表された。その後、2021年9月29日、リー・マジドゥブがエージェント・ストーン役で再登場することが発表された。

### 撮影
2020年12月、BCフィルム・コミッションが、ゲーム『ソニック・ザ・ヘッジホッグ2』のオープニングステージ名にちなんだ『エメラルド・ヒル』というワーキング・タイトルで本作を、2021年3月15日から5月10日までの間に製作が行われる作品としてリストアップしたことが報じられた。2021年1月、ティカ・サンプターは、本作がバンクーバーやハワイで撮影されることを明らかにした。
2021年3月15日にバンクーバーで主要撮影が始まり、ブランドン・トゥロストが撮影監督を務めた。ジム・キャリーはスタッフへの感謝の気持ちを表すために、5月7日にChevrolet Blazerをプレゼントする抽選会を行い、最終的に車はグリップに贈られた。バンクーバーでの撮影は2021年5月12日に終了し、2021年6月25日のハワイでの撮影終了を以って全ての撮影が完了した。

## 公開
アメリカ合衆国ではパラマウント・ピクチャーズが2022年4月8日に劇場公開。
ロシアでは同年2月に発生したロシアによるウクライナ侵攻を受けて、同国での本作品の劇場公開を取り止めることを同年3月に発表した。
日本では同年8月19日に公開された。

## 主題歌
UP ON THE GREEN HILL from Sonic the Hedgehog Green Hill Zone - MASADO and MIWASCO Version -
作詞 - 吉田美和 / 補作詞 - Marcellus Nealy / 作曲・編曲 - 中村正人 / 歌 - DREAMS COME TRUE
次のせ～の！で - UP ON THE GREEN HILL - MASADO and MIWASCO Version（日本語吹替エンドソング）
作詞 - 吉田美和 / 作曲・編曲 - 中村正人 / 歌 - DREAMS COME TRUE
本作の主題歌は、ゲーム版「ソニック・ザ・ヘッジホッグ」のメイン・テーマ曲である“Green Hill Zone”をベースに制作されたもので、2021年9月22日にリリース。その後、日本版主題歌の発表を受け、吉田美和自身が英語詩を書き下ろして完成した英語版が2022年8月17日にリリースされた。英語版CDには、サイコロを振ってライブ会場を目指すという内容のオリジナルボードゲーム「UP ON THE GREEN HILL GAME」が付属する。